# Кобранов, Владимир
Вла́димир Ко́бранов (чеш. Vladimír Kobranov, 4 октября 1927, Черношице, Первая Чехословацкая республика — 25 октября 2015, Швейцария) — чехословацкий хоккеист, серебряный призёр зимних Олимпийских игр в Санкт-Морице (1948).

## Биография и спортивная карьера
Русский по происхождению, играл на позиции центрального нападающего. Играл в хоккей в своем родном городе — Черношице. В 1945 году выступал в составе клубов «Сокол» (Прага) и армейского спортивного клуба АТК (Прага), стал чемпионом страны в сезоне 1949/50.
В составе национальной сборной стал серебряным призёром зимних Олимпийских игр в Санкт-Морице (1948), уступив канадцам олимпийское золото лишь по худшей разнице шайб  и победителем чемпионате мира по хоккею в Стокгольме (1949). Провел за сборную 29 матчей, забив 18 шайб.
В марте 1950 года игроков, которые должны были вылететь на мировое первенство в Лондон, арестовала национальная служба безопасности (КНБ) и они были отправлены в тюрьму. Власти запретили сборной Чехословакии участвовать в чемпионате мира в Англии в знак солидарности с журналистами, которые не смогли получить британские визы. Несколько игроков сборной, недовольные этим решением собрались в ресторане обсудить ситуацию, вышли на улицу и начали выкрикивать антикоммунистические лозунги. В тот же день, 13 марта, 11 хоккеистов сборной Чехословакии были арестованы. Семь месяцев спустя, 7 октября, игрокам были предъявлены обвинения в подготовке побега, и они были осуждены за государственную измену. Владимир Кобранов  был приговорен к десяти годам тюремного заключения. Пять лет провел в Яхимовских урановых рудниках.
В 1955 г. игроков освободили, но большинство из них были вынуждены закончить спортивную карьеру. Кобранов попытался вернуться в большой хоккей, отыграв три сезона за клубы «Динамо» и «Тесла Пардубице», но на прежний уровень выйти не смог. Завершив карьеру, три года работал тренером в городе Готвальд (ныне — Злин).
После Ввода войск в Чехословакию (1968) сумел в 1969 году бежать в Швейцарию, где в Регенсдорфе, недалеко от Цюриха, прожил до конца жизни.
17 апреля 2009 года был введен в Зал славы чешского хоккея.